# Rogoz (Fehér megye)
Rogoz falu Romániában, Erdélyben, Fehér megyében. Közigazgatásilag Fehérvölgy községhez tartozik.
Az 1956-os népszámlálás előtt Fehérvölgy része volt. 1956-ban 229, 1966-ban 142, 1977-ben 171, 1992-ben 112, 2002-ben 146 román lakosa volt.
A faluban egy ortodox apácakolostor található, amelynek alapkövét 1992-ben helyezték el, 1999-ben kezdtek építeni és 2005-ben szenteltek fel.